# Ptilanthura tenuis
Ptilanthura tenuis là một loài chân đều trong họ Anthuridae. Loài này được Harger miêu tả khoa học năm 1878.